# Riot grrrl
Riot Grrrl (literalmente en español Chica Disturbio) es un movimiento feminista estadounidense, ligado a la escena alternativa, nacido en los primeros años de la década de 1990 principalmente en el estado de Washington y más concretamente en la ciudad de Olympia, en el estado de Washington. Durante estos años se observó a una fuerte eclosión cultural cuya finalidad era "cambiarlo todo". En este contexto, muchas mujeres, que no querían ser groupies, ni ver los conciertos desde la última fila, ni estudiarse las obras completas de Led Zeppelin antes de considerarse artistas se unieron y dieron pie a la emergencia de este movimiento gracias a la compleja red de intercambio existente en el mundo underground. Es decir, generaron un sentimiento de comunidad fuertemente vinculado al mundo de la cultura gracias a la filosofía del DIY (Do It Yourself; Hazlo tú mismo, en castellano), exposiciones de arte, fanzines, activismo y militancia política.
El movimiento Riot Grrrl, aunque es más conocido por su música punk feminista, también fomentó una subcultura que incluía fanzines, arte, acción política y activismo, todo bajo una ética de Do-It-Yourself (DIY, Hazlo tú mismo). Las bandas, el arte y el activismo Riot Grrrl abordaban temas como la violación, el abuso doméstico, la sexualidad y el empoderamiento femenino.
En España, la influencia del movimiento Riot Grrrl se hace notar sobre todo a finales de los años 90 con la implantación del rock alternativo y de la mano de sellos como Subterfuge Records y Elephant Records. Si bien es cierto que el estilo de música elegido no fue en todos los casos el punk, si se mantuvo cierta fidelidad en lo que se refiere a la temática general de las letras y a las preocupaciones expresadas en sus temas.

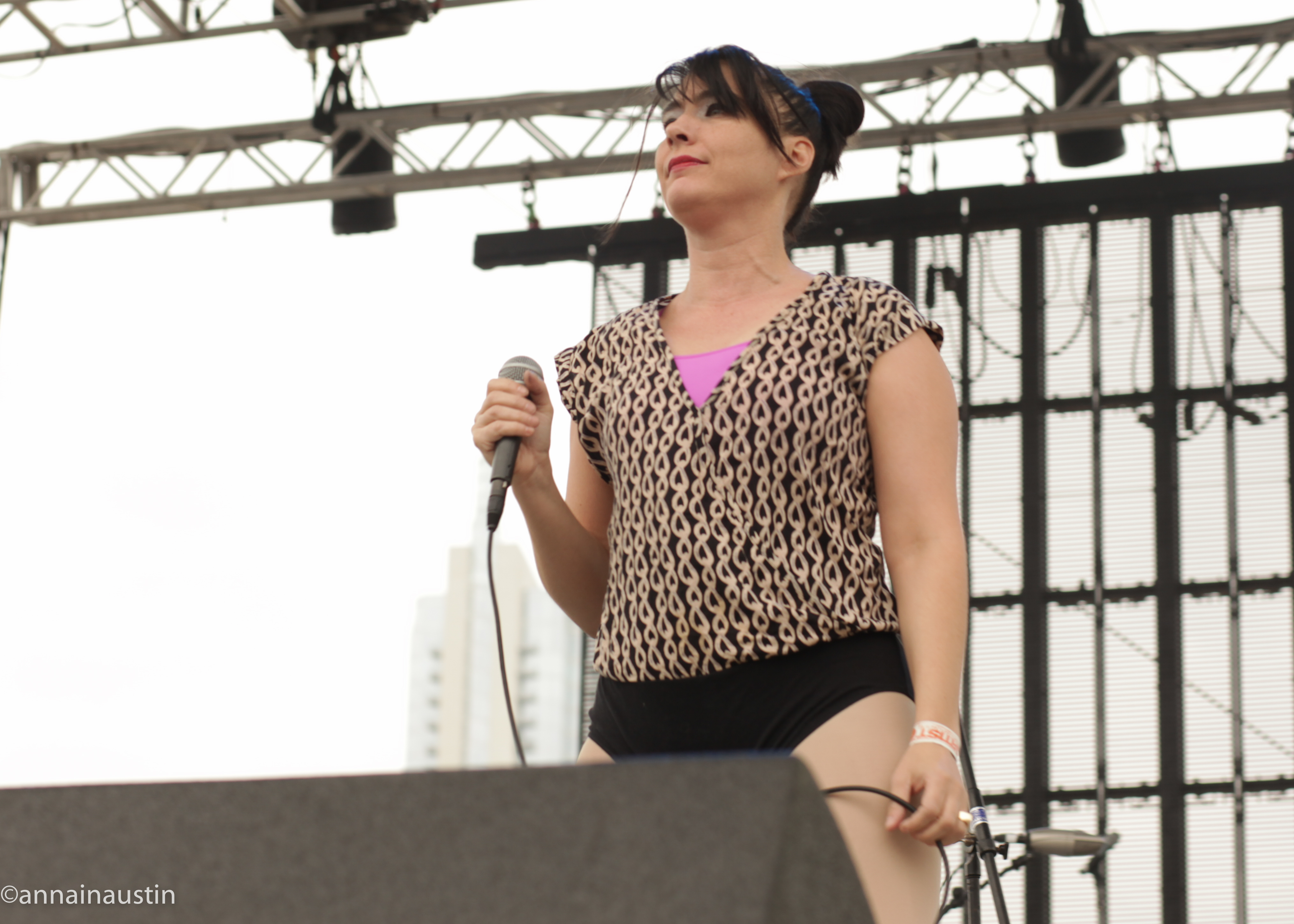
Kathleen Hanna, de The Julie Ruin, en el Fun Fun Fun Fest del año 2013.

## Antecedentes
Con el surgimiento del punk a finales de los años 70, primero en la escena de Nueva York, de la mano de bandas como The Velvet Underground, Television, o Ramones y luego en el Reino Unido con Sex Pistols a la cabeza, llegó la promesa de un gran cambio de paradigma. Ya no hacía falta ser un virtuoso, saber tocar los instrumentos o cantar bien, con tener algo que decir bastaba. Así toda una generación de jóvenes (hombres y mujeres) vieron como se les brindaba la oportunidad de dar el salto y pasar de ser meros consumidores a producir sus propios temas. Fueron muchas las bandas que respondieron a la llamada y muchas las personas que decidieron tomar las riendas de su propio destino. El punk había nacido y sería el caldo de cultivo para muchas de las bandas que servirán de influencia al movimiento Riot Grrrl.

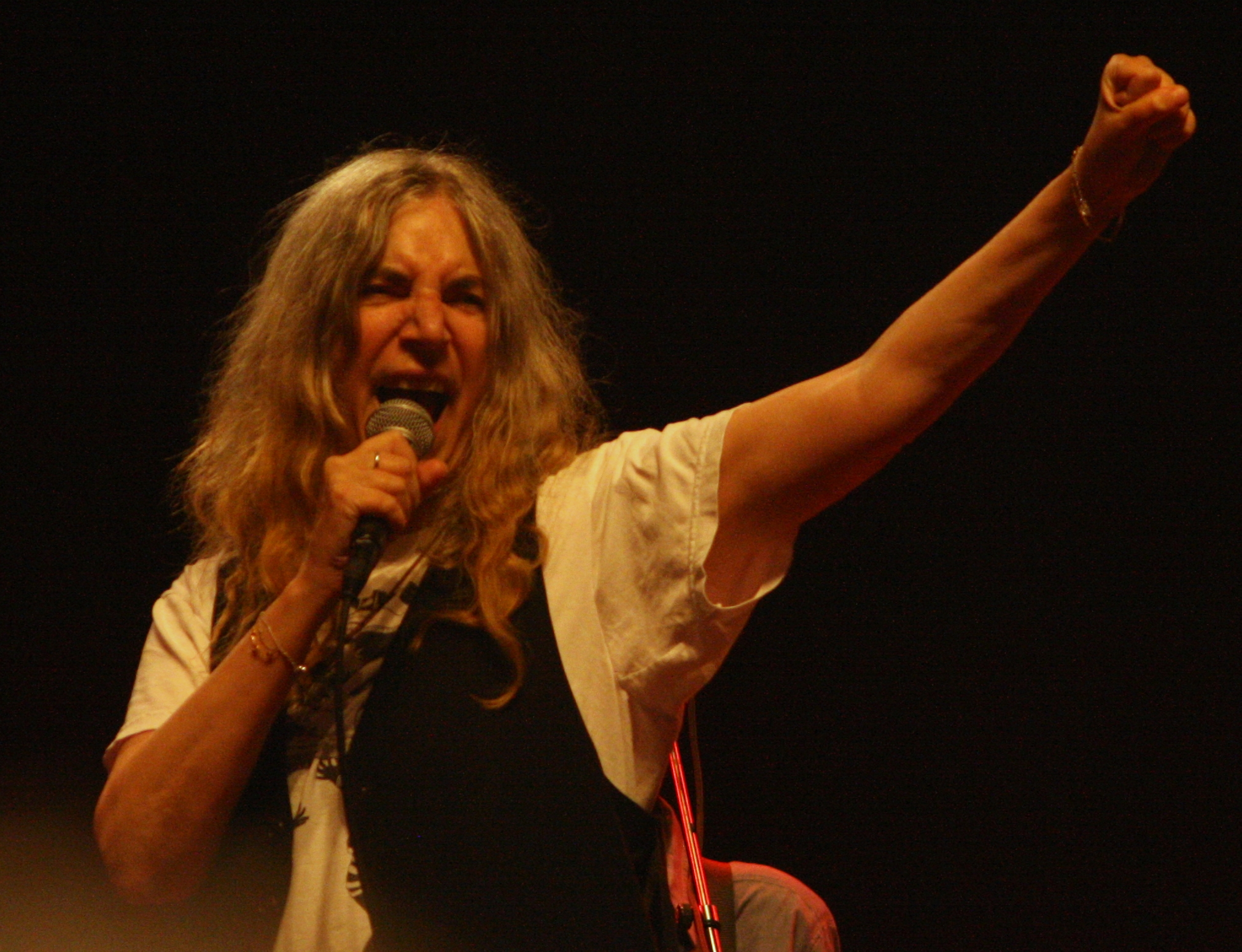
Patti Smith en Göteborg en el año 2014.

En este contexto no fueron pocas las mujeres que consiguieron abrirse camino y allanaron el terreno para lo que estaba por llegar. Algunas de las más importantes, que sirvieron de ejemplo tanto en lo referente a la actitud como al sonido son Patti Smith, Siouxsie Sioux, The Slits, Au Pairs, The Raincoats, The Runaways/Joan Jett

## Movimiento Riot Grrrl

### La influencia de los fanzines
Los fanzines son proyectos personales a pequeña escala en papel que cuentan historias que los medios de comunicación convencionales ignoran, pasan por alto o directamente olvidan. Los fanzines proporcionaron oportunidades inmediatas para que las mujeres participaran de maneras en las que no podían en el mundo tradicional y masculino de la publicación profesional. Debido al formato DIY (Hazlo tú mismo) de los fanzines Riot Grrrl, estos se mantuvieron libres de la influencia de los medios de comunicación convencionales y de las perspectivas patriarcales, lo que permitió la distribución libre de ideas.
La estética desordenada y abarrotada de los fanzines se diferenciaba estratégicamente del aspecto profesional y pulido de la cultura impresa dominante. Se fotocopiaban, doblaban a mano o se engrapaban antes de ser distribuidos en hogares privados, a menudo con direcciones y mensajes personalizados escritos a mano. El contenido incluía una mezcla de manifiestos, sátiras, historias personales íntimas, cartas, columnas de consejos, listas de fanzines y bandas favoritas, ensayos, editoriales y diversas formas de arte, desde dibujos de líneas simples hasta collages e imágenes comerciales o mediáticas intervenidas.
La producción generalizada de fanzines en el movimiento Riot Grrrl fue instrumental para la proliferación de manifiestos y otros textos radicales feministas. Los fanzines se convirtieron en la herramienta principal de resistencia frente a los medios de comunicación dominantes, así como un medio de corrección frente a la cultura musical independiente blanca y masculina. La creación, distribución y consumo de fanzines fueron centrales para el éxito del movimiento en el establecimiento de nuevos tipos de redes feministas para chicas y mujeres jóvenes.En manos de las Riot Grrrls, los fanzines se convirtieron en un medio para discutir temas tabú como la violación, el incesto y los trastornos alimentarios. La creación de fanzines ofreció a las mujeres una forma de establecer conexiones con otras mujeres que compartían sus experiencias. La formación de estas conexiones permitió a las mujeres ver sus experiencias personales como parte de un problema político más amplio. 
Aunque se suele citar como el inicio de todo a Kathleen Hanna de Bikini Kill, fundamentalmente por la gran importancia que adquirió su banda, no hay que perder de vista que el movimiento Riot Grrrl es, ante todo, un estallido de energía comunitaria, autogestionada e independiente estructurado alrededor de la publicación de fanzines como herramienta de difusión. Aunque existieron muchos y con trayectorias más o menos consistentes, son cuatro los más significativos y los que tendrán una mayor influencia.
El primero, Jigsaw, fundado en 1988 y editada en Olympia por Tobi Vail, se basaba fundamentalmente en el análisis de la relación entre el feminismo y el punk en la zona del noroeste de EE. UU.. Este fanzine, sirvió de inspiración para la creación de Girl Germs en 1989, de la mano de Molly Neuman y Allison Wolfe, fundadoras de Bratmobile. En 1990 Tobi Vail y Kathleen Hanna se unen para fundar Bikini Kill (el fanzine) que constará fundamental de textos sobre teoría feminista y punk.
Todos estos fanzines, ya sea gracias a la experiencia adquirida, o ya sea gracias a la colaboración entre todas estas mujeres, llevarán a la creación del fanzine Riot Grrrls! que servirá de punto de partida para el movimiento y pondrá de manifiesto una actitud que queda claramente resumida en la frase de Kim Gordon (bajista de Sonic Youth): 

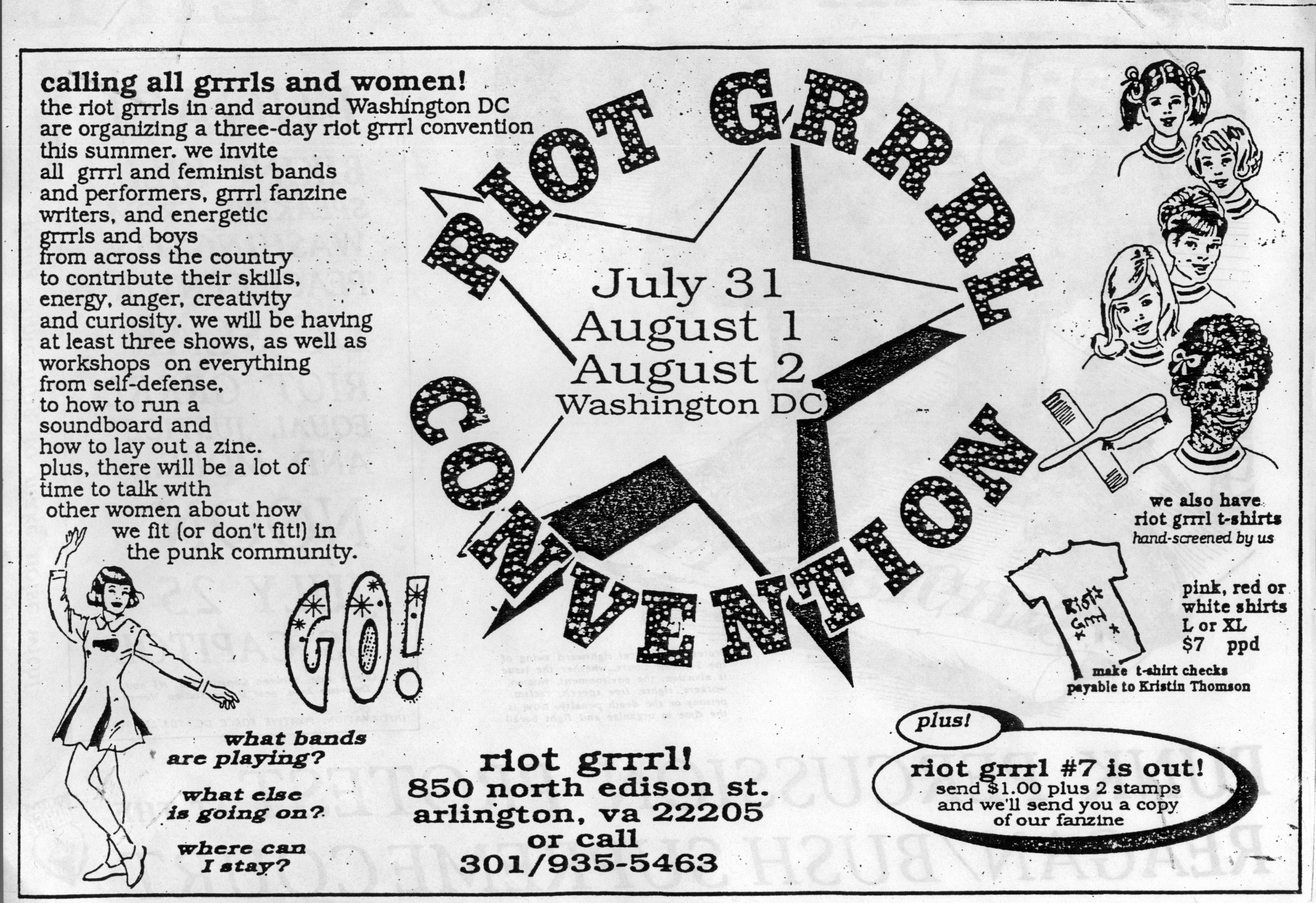
Foto de una página del fanzine Riot Grrls! convocando a la "Riot Grrrl Convention" del año 1992.

Bombardear el centro neurálgico de la falocracia del rock.
Kim Gordon

### Riot Grrrls!: el fanzine que estaba llamado a cambiarlo todo
Se ha hablado mucho sobre el origen y el nacimiento de este fanzine, y sigue sin estar demasiado claro. La gran mayoría de las explicaciones, tal y como recoge Mark Andersen en su libro Dance of Days: Two Decades of Punk in the Nation's Capital, marcan como punto de partida las revueltas de 1991 en Washington conocidas como Mount Pleasant Riot. 
En mayo de 1991, durante la celebración de la fiesta de 5 de mayo, un joven salvadoreño fue abatido por un oficial de la policía, por un impacto de arma de fuego en el pecho, lo que terminó con una serie de enfrentamientos entre los vecinos del barrio de Mount Pleasant y la policía. En respuesta a esta situación Jen Smith, en ese momento parte de la banda Bratmobile le escribe una carta a Allison Wolfe, también parte de la banda Bratmobile en la que decía: 

This summer's going to be a girl riot. (Este verano será una revuelta de chicas).
Jen Smith

Aunque también hay otras teorías que sostienen que lo que escribió fue:

We need to start a girl riot. (Necesitamos empezar una revuelta de chicas).
Jen Smith

Estos eventos sentaron las bases de la colaboración entre Allison Wolfe, Kathleen Hanna, de Bikini Kill, Tobi Vail de The Go Team y Molly Neuman de Bratmobile que culminó con la creación del fanzine Riot Grrrl!. El nombre incluye un juego de palabras entre la cita de Jigsaw (fanzine creado por Tobi Vail) Revolution Grrrl Style Now y la palabra Riot. La presencia de las tres R en la palabra girl es una referencia onomatopéyica a un gruñido: Grrrr!!!!

### International Pop Underground Culture: el movimiento Riot Grrrl nace
En el mes de agosto del mismo año, poco después de los acotamientos de la revuelta de mayo y a instancias del sello K Records, un pequeño sello independiente de la época, se organiza el festival International Pop Underground Culture y dedica una jornada exclusivamente al rock interpretado por mujeres. El escenario se llenó de repente de bandas compuesta integra o parcialmente por mujeres y, por fin, pudieron verse las unas a las otras cara a cara. Las editoras de los fanzines, las lectoras y las artistas que hasta el momento solo se conocían por carta, o en la distancia, se encontraron en el momento y el lugar indicado. El movimiento Riot Grrrl había nacido. 

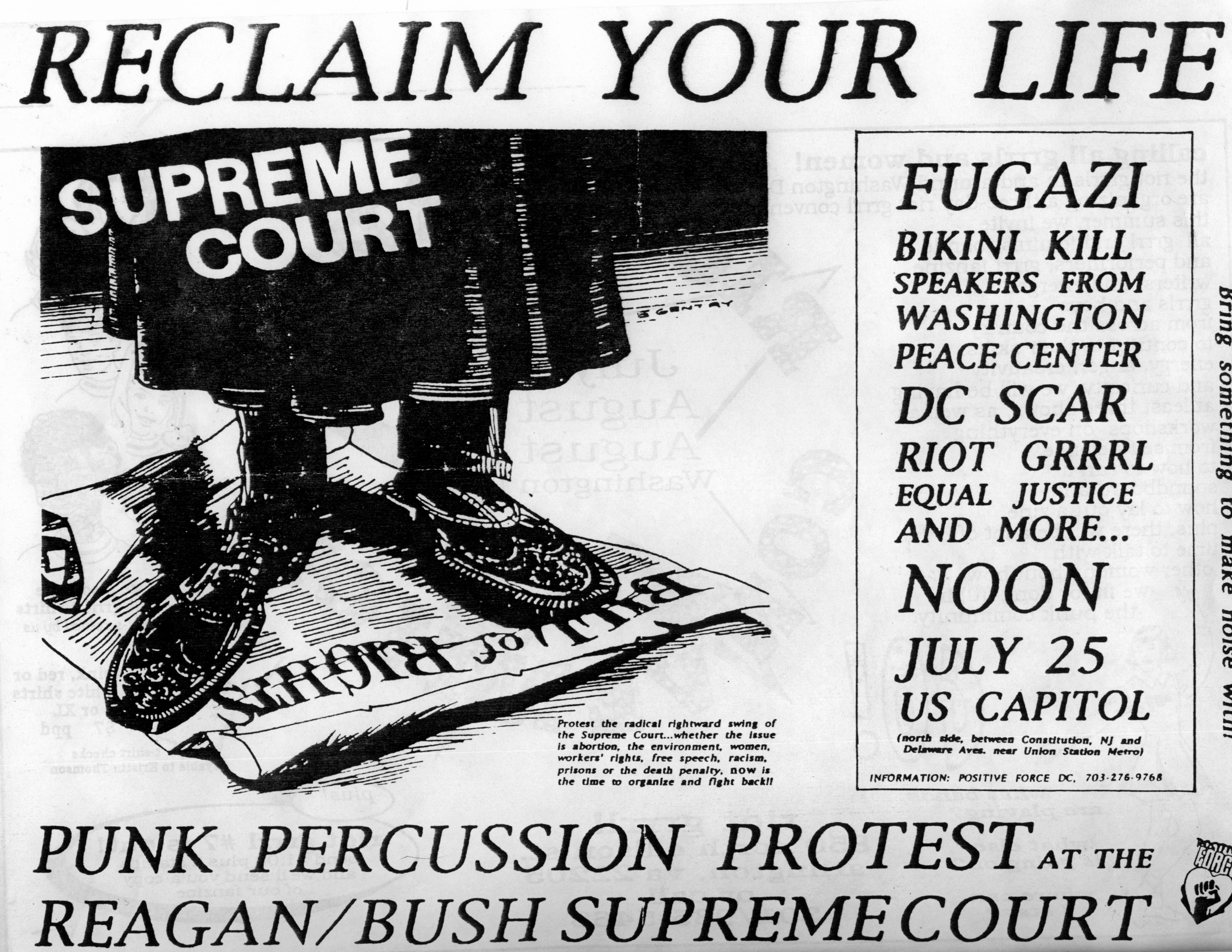
Contraportada del fanzine Riot Grrls! anunciando un concierto de la banda Fugazi, entre otras.

No hay que entender este movimiento como algo hermético y sin conexiones dentro de la escena alternativa. Tras la publicación en 1991 del casete autoproducido revolution Girls Style Now! las Bikini Kill dejaron claro cuál sería el sonido del movimiento Riot Grrl y se granjearon el apoyo de muchos de los artistas masculinos de la época. En este sentido destacan nombres como Calvin Johnson de Beat Happening y uno de los impulsores del festival. Ian MacKaye que editó y produjo varios de los discos de las Bikini Kill e introdujo la temática de la desigualdad de género en el repertorio de banda: Fugazi. Aunque quizá la referencia más importante sin duda pasa por el omnipresente líder de Nirvana, Kurt Cobain, que en más de una ocasión declaró ser fan incondicional de Bikini Kill y que su música formaba parte de una de las grandes influencias de Nirvana. Además, en las letras del grupo se trató abiertamente temas tan cercanos al imaginario Riot Grrrl como la violación, la desigualdad, los abusos sexuales y la presencia de la mujer en la música, alguno de los ejemplos más interesantes se ponen de manifiesto en el documental, publicado por HBO, Cobain: Montage of Heck.

### El movimiento Riot Grrrl en España
Todo este movimiento se empezó a expandir a lo largo y ancho del mundo, promovido fundamentalmente por el propio éxito de las bandas relacionadas con el movimiento y por el éxito comercial del grunge. Si bien es cierto que en España no tuvo una gran repercusión, sí que se dio, a finales de los noventa, una pequeña escena de bandas fuertemente influenciadas por el espíritu Riot.
Tal es el caso de grupos como Hello Cuca, Sybil Vane, Meteosat, Blas y las Astrales, Nosoträsh, Undershakers o incluso Dover en un primer momento y grupos como Pauline en la Playa o Lidia Damunt posteriormente.
Sin embargo, no toda la influencia se centró en la música, también existieron varios fanzines entre los que destaca Miau! creado en 1996 por Lidia Damunt y Mabel Damunt, parte integrante del grupo Hello Cuca, en el que trataron temas como el feminismo, el cómic y hablaban de varios grupos de música independiente.

## La ideología Riot Grrrl: feminismo y política
En lo que respecta a sus posiciones políticas y culturales el movimiento Riot Grrrl se suele enmarcar en la llamada tercera ola del feminismo. Esta ola del feminismo explica que no existe un único modelo de mujer, sino que existen muchos y muy diferentes, determinados por sus circunstancias sociales, personales, espirituales o étnicas. Será precisamente en este punto en el que las Riot Grrrls destacarán y pondrán de manifiesto que el punk, el rock, el hardcore y el heavy metal también son espacios para mujeres.

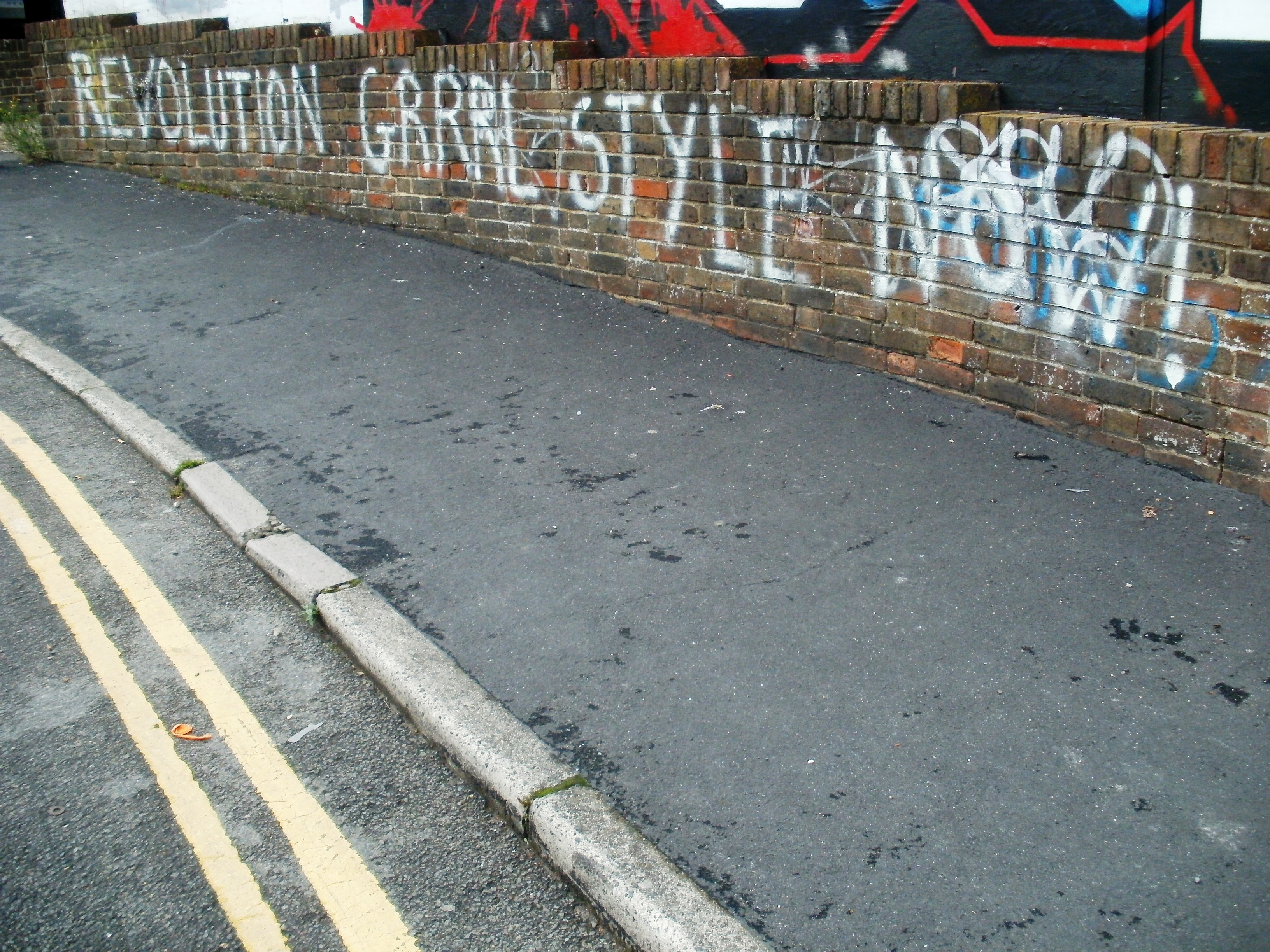
Pintada: "Revolution Girl Style Now" en Brighton, Inglaterra.

Por lo tanto, utilizaran las formas de expresión propias del rock. En sus letras tratarán temas que atañen especialmente a las mujeres y servirán no solo para crear comunidad entre ellas, sino también para dar a conocer temáticas que hasta el momento no habían entrado a formar parte del imaginario de la época. De esta manera, hablarán abiertamente y sin tapujos del abuso sexual, el acoso, la desigualdad de género, la homofobia, el empoderamiento femenino y las nuevas formas de sexualidad desde una perspectiva feminista. Además, guardarán una fuerte ligazón con las nuevas visiones que surgían desde las nuevas teorías sociales de la época, como es el caso de la teoría queer y rechazando posiciones esencialistas sobre el papel de la mujer en la sociedad.[cita requerida]
En este sentido, los conciertos de las Riot Grrrls se convirtieron en performances combativas que reivindicaban el papel de la mujer de una forma militante. Entre otras actividades, tenían por costumbre invitar al público a poner en común diferentes experiencias relacionadas con el abuso sexual o repartían libretos con las letras de sus canciones entre el auditorio para que todos los asistentes supieran de que estaban hablando (y de paso repartir sus fanzines). Ahora bien, entre sus acciones más controvertidas, estaba la de pedir a las asistentes a sus conciertos que se pusieran en primera fila y dejar a los hombres al fondo. Tras esta acción había toda una reflexión profunda y sintetizada en la frase:

Women could make their way to the front of the crowd into the mosh pit, but had to 'fight ten times harder'. (Las mujeres se pueden abrir camino hacia el pogo, pero tienen que luchar diez veces más).
Hillary Belzer

Esta actitud no siempre fue bien recibida por los hombres, que en muchos casos las criticaron y las insultaron en sus propios fanzines, tal y como recoge Daniel Sinker en We Owe You Nothing:

The vehemence fanzines large and small reserved for riot grrrl – and Bikini Kill in particular – was shocking. The punk zine editors' use of 'bitches', 'cunts', 'man-haters', and 'dykes' was proof-positive that sexism was still strong in the punk scene.
Daniel Sinker

La redifinción del término "girl" (chica) fue central para la práctica del movimiento de reescribir y renombrar identidades femeninas tradicionales, así como para reclamar las asociaciones peyorativas vinculadas a la figura histórica de "la chica". El poder enunciativo del término "grrrl" trabajó para recuperar las connotaciones negativas que a menudo acompañaban al sujeto normativo de "chica".
Al fusionar la ética punk de DIY (Hazlo tú mismo) con el activismo feminista como base, el movimiento desafió formas normativas y opresivas de feminidad, al tiempo que trasladó al feminismo a un idioma vernáculo conectado con las vidas e intereses cotidianos de adolescentes y mujeres jóvenes. La atención a la experiencia de la diferencia (en términos de raza, sexualidad, clase y edad) se volvió central para fomentar una forma más inclusiva de feminismo.En su intento de realizar una política feminista de la vida cotidiana, los miembros de Riot Grrrl buscaron construir una comunidad orgánica, no jerárquica, que respondiera a las necesidades subjetivas de sus participantes. El énfasis estaba en ser productoras culturales feministas y al mismo tiempo valorar la comprensión subjetiva de las realidades políticas/sociales en las que se encontraban las mujeres. 
Una de las principales contribuciones del movimiento Riot Grrrl al cambio feminista fue su compromiso crítico con los medios de comunicación dominantes y las representaciones hegemónicas de los cuerpos, que eran consideradas degradantes y cosificadoras.
Utilizando la ética del DIY (Hazlo tú mismo) del punk para ofrecer recursos de empoderamiento individual, el movimiento Riot Grrrl alentó a las mujeres a participar en múltiples frentes de resistencia. A nivel macro, las Riot Grrrls resistieron las construcciones dominantes de feminidad de la sociedad. A nivel meso, desafiaron los roles de género restrictivos dentro del punk. A nivel micro, cuestionaron las construcciones de género en sus familias y entre sus pares.
La creciente legitimación de una narrativa pública que vinculaba el movimiento riot grrrl con el pasado del feminismo y su potencial para un futuro renovado se consolidó aún más cuando, a finales de la década de 1990, un número de antiguas chicas punk, Riot Grrrls y productoras de fanzines comenzaron a donar sus colecciones de fanzines a bibliotecas y archivos. El continuo posicionamiento de las bandas, presentaciones, fanzines y convenciones Riot Grrrl dentro de la larga historia del feminismo, se consolidó aún más cuando las generaciones posteriores de estudiantes, también enseñadas por académicas feministas, comenzaron a desarrollar sus propias experiencias underground en el punk, el Riot Grrrl y la creación de fanzines, escribiendo sobre ellas como actos políticos. Para hacerlo, adoptaron los lenguajes de la teoría feminista y la historia de las mujeres, destacando la importancia de las amistades entre mujeres; la tendencia de los fanzines de chicas a yuxtaponer lo personal con lo político; y la importancia de leer el dolor de las experiencias individuales de abuso, acoso, violencia doméstica y ridículo no como problemas personales, sino como el resultado de arreglos estructurales patriarcales.

## Manifiestos Riot Grrrl

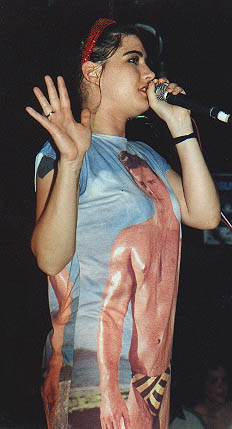
Kathleen Hanna (Bikini Kill) en Sydney Australia, 17 de enero de 1996.

Los manifiestos del movimiento Riot Grrrl cuestionaron la base universalista que sostenía la categoría de "mujer" dentro de un paradigma feminista más amplio. Al redefinir las prácticas de exclusión de género (y edad) en la esfera pública radical, el movimiento promovió formas unificadas de resistencia a las realidades del acoso, la represión, la violencia y el ridículo, al tiempo que enfatizaba la importancia de posiciones de habla autónomas y la experiencia vivida de la diferencia.
El movimiento Riot Grrrl comenzó como un movimiento feminista de base predominantemente norteamericana, inspirando actividades similares en Occidente, en países como Reino Unido, Canadá, Australia, y partes de Europa y Asia. La aparición del fanzine como una de las herramientas principales del activismo feminista en este período, permitió que formas radicales de expresión, como el manifiesto, se convirtieran en parte de una sensibilidad política cotidiana, ligada a las vidas ordinarias y extraordinarias de las chicas y mujeres que los producían, contribuían a ellos y los leían. El formato del manifiesto ofrecía una oportunidad para repensar los términos del discurso e intervención revolucionaria, alineándose con su ética DIY (Hazlo tú mismo) y su celebración de la cultura vernácula y cotidiana.
Los manifiestos de Riot Grrrl a menudo evitaban las convenciones del discurso revolucionario y las demandas de universalismo, optando en cambio por un sujeto político altamente flexible y móvil, para quien el discurso de revolución y desobediencia señalaba tanto una fantasía colectiva, como una identidad pública disruptiva.
Lo que se conoce como el "Manifiesto Riot Grrrl" apareció por primera vez en el segundo número de Bikini Kill, un fanzine creado en 1991 por Kathleen Hanna. El manifiesto recalibró los mismos términos de la acción política creando proximidad e intimidad a través de formas cotidianas de sociabilidad, así como tácticas de guerrilla más subversivas que alteraban el "status quo". El manifiesto insistía en formas cotidianas de resistencia como respuesta táctica y creativa a las fuerzas opresivas del cristianismo y el capitalismo.
Al redefinir la lógica espacial y temporal del discurso y la acción revolucionaria, los manifiestos de Riot Grrrl insistieron a menudo en las múltiples y heterogéneas temporalidades de resistencia y solidaridad, reconfiguradas como actos cotidianos y ordinarios que desafiaban los guiones auto-reguladores para chicas y mujeres. Los manifiestos producidos por el movimiento Riot Grrrl, e invariablemente compuestos para el fanzine, combinaban la experimentación creativa del manifiesto vanguardista tradicional con la intención política de los manifiestos radicales feministas de la segunda ola del feminismo. 

## Riot Grrrl Press
Una de las principales contribuciones del movimiento Riot Grrrl al cambio feminista fue su persistente oposición a los medios de comunicación convencionales y su llamado a que mujeres y niñas se expresaran públicamente. Las formas feministas alternativas de comunicación masiva fueron esenciales para la misión de Riot Grrrl desde el principio.
En la primavera de 1993, Erika Rienstien y May Summer formaron la red de distribución de fanzines Riot Grrrl Press. Reclutaron la ayuda de otras Riot Grrrls y establecieron la prensa en un apartamento alquilado en Arlington, Virginia. Los miembros de la Riot Grrrl Press trabajaban en otros empleos mientras gestionaban la prensa en su tiempo libre.
La creación de la Riot Grrrl Press fue parte de una tradición establecida de autoedición DIY (Hazlo tú mismo) dentro del punk. La ética DIY (Hazlo tú mismo) refleja una transformación intencionada de los punks, quienes pasaron de ser consumidores de los medios masivos a agentes de producción cultural.
La Riot Grrrl Press nació directamente de la frustración de muchas personas dentro del movimiento debido a que los medios convencionales tergiversaban su mensaje y producían representaciones dañinas cargadas de estereotipos de género. Basándose en la ética DIY (Hazlo tú mismo) del punk y su dedicación a la desalienación, la Riot Grrrl Press buscó ser un vehículo activo para el empoderamiento femenino. May y Erika, al igual que muchas otras personas en el movimiento Riot Grrrl, sentían que estaban creando medios alternativos, independientes y hechos por chicas por una razón. Rechazaron explícitamente la idea de que las grandes conglomeraciones mediáticas fueran la única forma de llegar a una audiencia amplia. Decidieron que, para tener control sobre su propia imagen, crearían una red de distribución de fanzines que les permitiera hablar por sí mismas. May y Erika vieron a la Riot Grrrl Press como una herramienta efectiva para combatir la apropiación de los medios de comunicación sobre el movimiento Riot Grrrl. La idea era que, si los fanzines hechos por chicas podían distribuirse a mayor escala, las Riot Grrrls podrían expresarse y llegar a audiencias amplias sin depender de la prensa convencional. Los miembros de la Riot Grrrl Pess creaban sus propios fanzines y usaban sus publicaciones para anunciar la prensa. También solicitaban copias maestras de fanzines creados por mujeres de todo el país, que después incluían en el catálogo de la Riot Grrrl Press. En 1993, la Riot Grrrl Press ofrecía más de sesenta fanzines.
Los mayores obstáculos para la Riot Grrrl Press, como para otras organizaciones independientes distribuidoras de fanzines, fueron el dinero, el tiempo y el espacio. 1996 fue el último año de producción de la prensa. Incapaces de continuar con el proyecto, May y Erika entregaron su colección de fanzines a otras voluntarias que la mantuvieron por un tiempo más. 

## Grupos más influyentes
Cargadas políticamente, las bandas del movimiento Riot Grrrl tocaban punk con una marcada agenda feminista, colocando los temas de género en primer plano. Las canciones se centraban en cuestiones fundamentales como la violación, el abuso doméstico, la salud de las mujeres, la sexualidad y, sobre todo, el empoderamiento femenino. 
Como todo movimiento ligado en cierta manera al Punk fueron muchas las chicas que, guitarra en mano, se pusieron a tocar, participar y crear, influidas por la efervescencia creativa de este movimiento. Sin embargo los grupos más significativos y que despertaron más entusiasmo son:
- Bikini Kill
- Bratmobile
- Slant 6
- The Quails
- Heavens to Betsy
- Huggy Bear
- Sleater-Kinney
- L7
- Le Tigre
- Babes in Toyland
- 7 Year Bitch

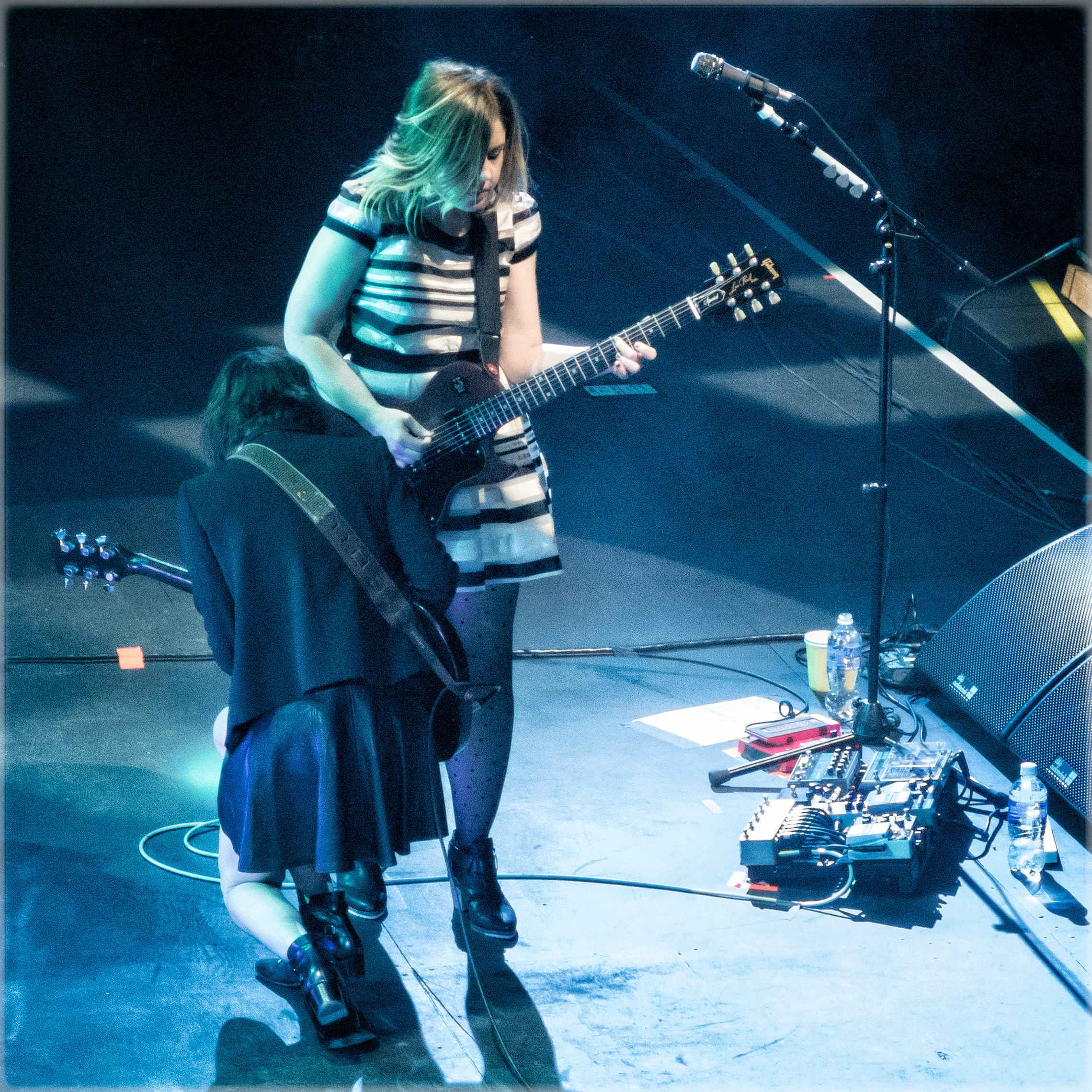
Sleater-Kinney en el festival Sasquatch de 2015.

Por otro lado, en aquella época se empezó a catalogar a todos los grupos de mujeres como Riot Grrrl y muchos de ellos no representaban una actitud política tan clara, a pesar de que eran cercanas en cuanto a sonido y motivaciones. Tal es el caso de grupos como:
- Hole
- PJ Harvey
- Veruca Salt
- The Breeders

Esta es una lista aproximada de los grupos más influyentes del movimiento Riot Grrrl, pero hay muchos más. Por ejemplo las Pussy Riot, que tanta repercusión han tenido.

## El movimiento Riot Grrrl en España
En el año 2012, Fermín Muguruza, cantante de Negu Gorriak y Kortatu, realizaron un documental, Zuloak., en el que se planteaba la formación de una banda ligada al movimiento Riot Grrrl. El documental aprovecha la excusa de las andanzas y desventuras de la banda para analizar la escena musical vasca con especial atención a los grupos formados por mujeres. Aunque muchas de ellas ya no militan en el sonido típicamente Riot, sí que recogen el testigo y la reivindicación del papel de la mujer en el rock. Entre las entrevistadas están:
- Aiora Rentería par del grupo Zea Mays
- Zaloa parte del grupo Kokein
- Anari
- Inés Osinaga parte del grupo Gose
- Mursego
- Belladona
- Y el propio grupo Zuloak

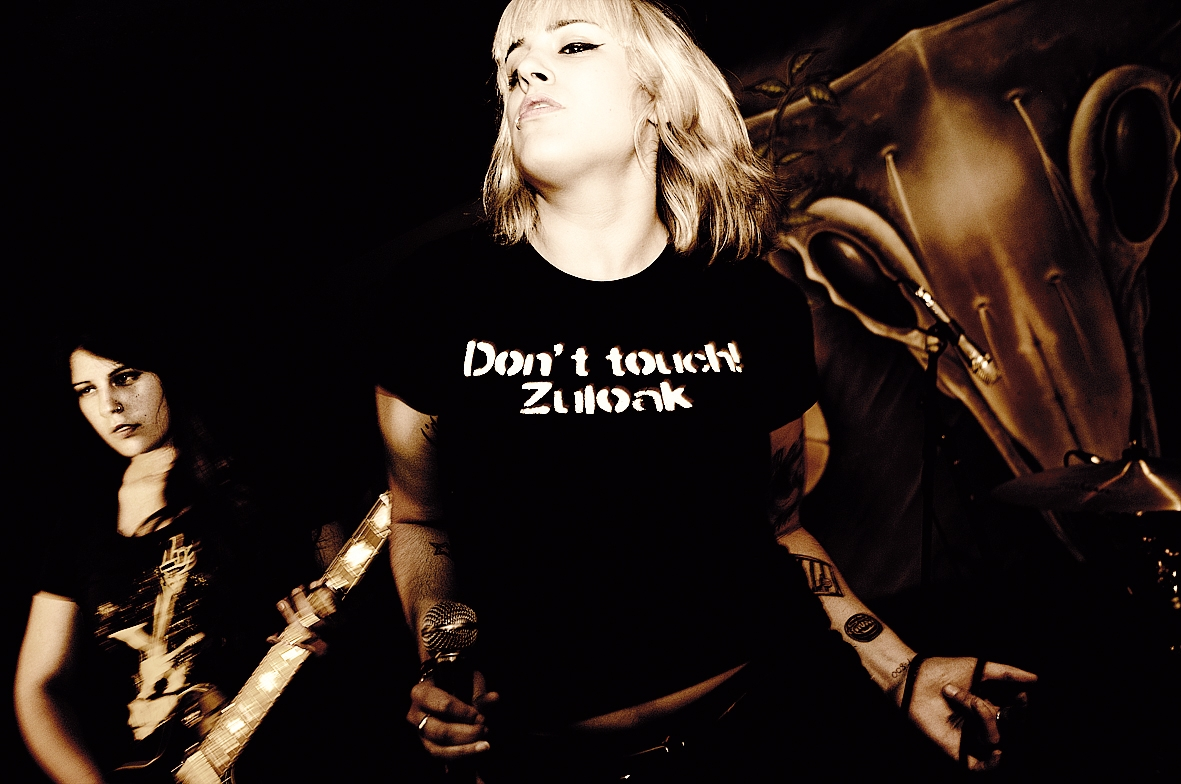
Zuloak en concierto en el año 2012: Don't Touch Zuloak.

Además, existen otros grandes referentes fuera del País Vasco y que también mantienen una fuerte relación con el espíritu Riot:
- Las Vulpes
- Hardcute Ukelele
- Penny Necklace
- Me and the Bees
- PL Girls
- Idealipsticks
- Aries (Banda)
- His Majesty the King
- Violeta Vil
- Elsa de Alfonso
- Juanita y los Feos
- Les Sueques
- Arponera
- Teacher Teacher
- Chiquita y Chatarra
- Sangre (Banda)
- Le Parody
- Santa Rita (Banda)
- Julieta Jones (Banda)

## El movimiento Riot Grrrl en la actualidad
A pesar de su posterior comercialización por la cultura consumista dominante, el movimiento Riot Grrrl ha evolucionado y mantiene una influencia global en la actualidad. Dada la mala representación del movimiento Riot Grrrl en los medios convencionales, así como la sobreexposición del concepto comercializado de "girl power", el impulso del movimiento Riot Grrrl pareció disminuir a mediados y finales de la década de 1990.  Aunque el período más prominente del movimiento fue en los años 90, el movimiento Riot Grrrl sigue siendo una subcultura activa. 
Aunque el movimiento puede verse de manera diferente ahora en comparación con sus inicios, los elementos claves del movimiento Riot Grrrl siguen presentes. En países de todo el mundo, las Riot Grrrls siguen desafiando las culturas dominantes al expresar su oposición a través de actos únicos de autoexpresión. 